# Martial Desbois
Martial Desbois (Parigi, 1630 – Parigi, 1700) è stato un incisore francese.

## Biografia
Molto poco si conosce della sua vita se non quanto emerge dalle sue opere pervenute. 
Viaggiò in Italia dove viene documentato a Venezia, Padova e Genova. Realizzò un'incisione, a Venezia, del poeta Giambattista Vidali.